# Армянские революционные песни
Армянские революционные песни (арм. Հայ յեղափոխական երգեր) — группа песен, составляющих часть армянских патриотических песен, и представляющих собой отдельное направление армянского музыкального искусства, целью которого является вдохновение и выражение армянского патриотизма. Истоки этих песен уходят в конец XIX-начало XX векка, когда были основаны многие армянские политические партии с целью защиты и борьбы за политические и гражданские права армян в Османской империи.
Известнейшими исполнителями революционных песен являются Арут Памбукчян, Нерсик Испирян, Саак Саакян, Самвел Еранян, Епрем, Агаси Испирян, Рубен Сасунци, Виген Дишчекенян, Крисдапор Арабян, Джордж Тутунджян, Карниг Саркисян, Дикран Ованнисян, Бердж Нагашян, Самуэль Вартанян.